# I Begin to Wonder
Singles de Dannii Minogue
Put the Needle on It
(2002) Don't Wanna Lose This Feeling
(2003)
Pistes de Neon Nights
Creep Hey! (So What)
I Begin to Wonder est une chanson de l'artiste australienne Dannii Minogue sortie le 3 mars 2003. 3e single extrait de son 4e album studio Neon Nights (2003), la chanson est écrite par Jean-Claude Ades, Dacia Bridges et Olaf Kramolowsky et est produite par Jean-Claude Ades. Ian Masterson et Dannii Minogue en ont écrit les paroles additionnelles. Le single atteint le top 20 dans de nombreux pays et atteint la 1e place des clubs au Royaume-Uni En 2003, le single est certifié disque d'or en Australie.

## Formats et listes des pistes
Royaume-Uni CD single #1

(LONCD473; Released 3 mars 2003)
1. "I Begin to Wonder" (Radio version) – 3:29
2. "I Begin to Wonder" (Krystel K vocal mix CD edit) – 5:12
3. "Hide and Seek" (Minogue, Terry Ronald, Ian Masterson) – 3:12
4. "I Begin to Wonder" music video

 Royaume-Uni CD single #2

(LOCDP473; Released 3 mars 2003)
1. "I Begin to Wonder" (Radio edit) – 3:29
2. Album megamix – 6:22
3. "Nervous" (Minogue, Ronald, Masterson) – 4:21

Cassette single

(LONCS473; Sortie 3 mars 2003)
1. "I Begin to Wonder" (Radio edit) – 3:29
2. "Who Do You Love Now?" with Riva (Riva's Bora Bora remix) – 8:12

 Allemagne /  Italie CD single

(505046666632; Sortie 2003)
1. "Begin to Spin Me Around" (Dannii vs. Dead or Alive) – 3:15
2. "I Begin to Wonder" (Radio version) – 3:29
3. "I Begin to Wonder" (Extended original) – 6:49
4. "I Begin to Wonder" (Krystal K vocal mix CD edit) – 5:12
5. "Begin to Spin Me Around" (Extended version) – 5:15

 France CD single

(535924; Sortie 2003)
1. "I Begin to Wonder" (Radio edit) – 3:29
2. "Est-Ce Que Tu M'Aimes Encore" with Riva – 3:29

 Australie CD single

(5046667272; Sortie 2003)
1. "I Begin to Wonder" (Radio edit) – 3:29
2. "I Begin to Wonder" (Krystel K vocal mix CD edit) – 5:12
3. "Hide and Seek" – 3:12
4. Album megamix – 6:22
5. "Nervous" – 4:21
6. "Begin to Spin Me Around" (Radio edit) – 3;16
7. "Begin to Spin Me Around" (Extended mix) – 5:15

 États-Unis CD single

(UL1172-2; Sortie 2003)
1. "Begin to Spin Me Around" (Radio edit) – 3:29
2. "I Begin to Wonder" (Extended original mix) – 6:51
3. "I Begin to Wonder" (Dead or Alive remix) – 5:13
4. "I Begin to Wonder" music video

 États-Unis 12-inch single

(UL1172-6; Sortie 2003)
1. "I Begin to Wonder" (Extended original mix) – 6:51
2. "Begin to Spin Me Around" (Radio edit) – 3:29
3. "I Begin to Wonder" (DJ Bardot remix) – 7:48
4. "I Begin to Wonder" (Krystal K vocal mix) – 8:04

## Classement et certifications
| Chart (2003)                                    | Meilleur position |
| ----------------------------------------------- | ----------------- |
| Australie Australian Singles Chart              | 14                |
| Belgique (Flandre) Singles Chart                | 50                |
| Belgique (Wallonie) Singles Chart               | 20                |
| Pays-Bas Dutch Top 40                           | 45                |
| Europe (Eurochart Hot 100 Singles)              | 7                 |
| France French Singles Chart                     | 7                 |
| Hongrie                                         | 33                |
| Irlande Irish Singles Chart                     | 22                |
| Suède Swedish Singles Chart                     | 20                |
| Suisse Swiss Singles Chart                      | 31                |
| Royaume-Uni UK Singles Chart                    | 2                 |
| Royaume-Uni UK Upfront Club Chart               | 1                 |
| États-Unis US Billboard Hot Dance Singles Sales | 14                |

| Année | Classement                         | Position |
| ----- | ---------------------------------- | -------- |
| 2003  | Australie Australian Singles Chart | 97       |
| 2003  | Royaume-Uni UK Singles Chart       | 66       |

## Personnel
Les personnes suivantes ont contribué pour I Begin to Wonder:
- Dannii Minogue - chanteuse
- Jean-Claude Ades - production, mixage audio
- Ian Masterson - additional vocal production
- Matthew Donaldson - photographe